# Komise
Komise archaičtěji též komitét, je kolektivní orgán, na který jsou převedeny některé rozhodovací či administrativní pravomoci nebo který má poradní funkci. Některé[kdo?] komise mají striktně vymezený obor působnosti a omezenou dobu existence, jiné komise fungují dlouhodobě či trvale.[zdroj⁠?!]

## Postavení komisí
Komise jsou podobné výborům a rozdíly mezi nimi se v praxi často stírají. Například zákon o obcích rozlišuje komise jako poradní orgány obecní rady a výbory jako poradní nebo kontrolní orgány zastupitelstva. Občanský zákoník však označuje slovem komise kontrolní nebo rozhodčí orgán spolku pověřený řešením sporů a slovem výbor kolektivní statutární orgán spolku. Evropská komise naproti tomu je hlavním výkonným orgánem Evropské unie (v podstatě evropská vláda).